# Huis ter Waard

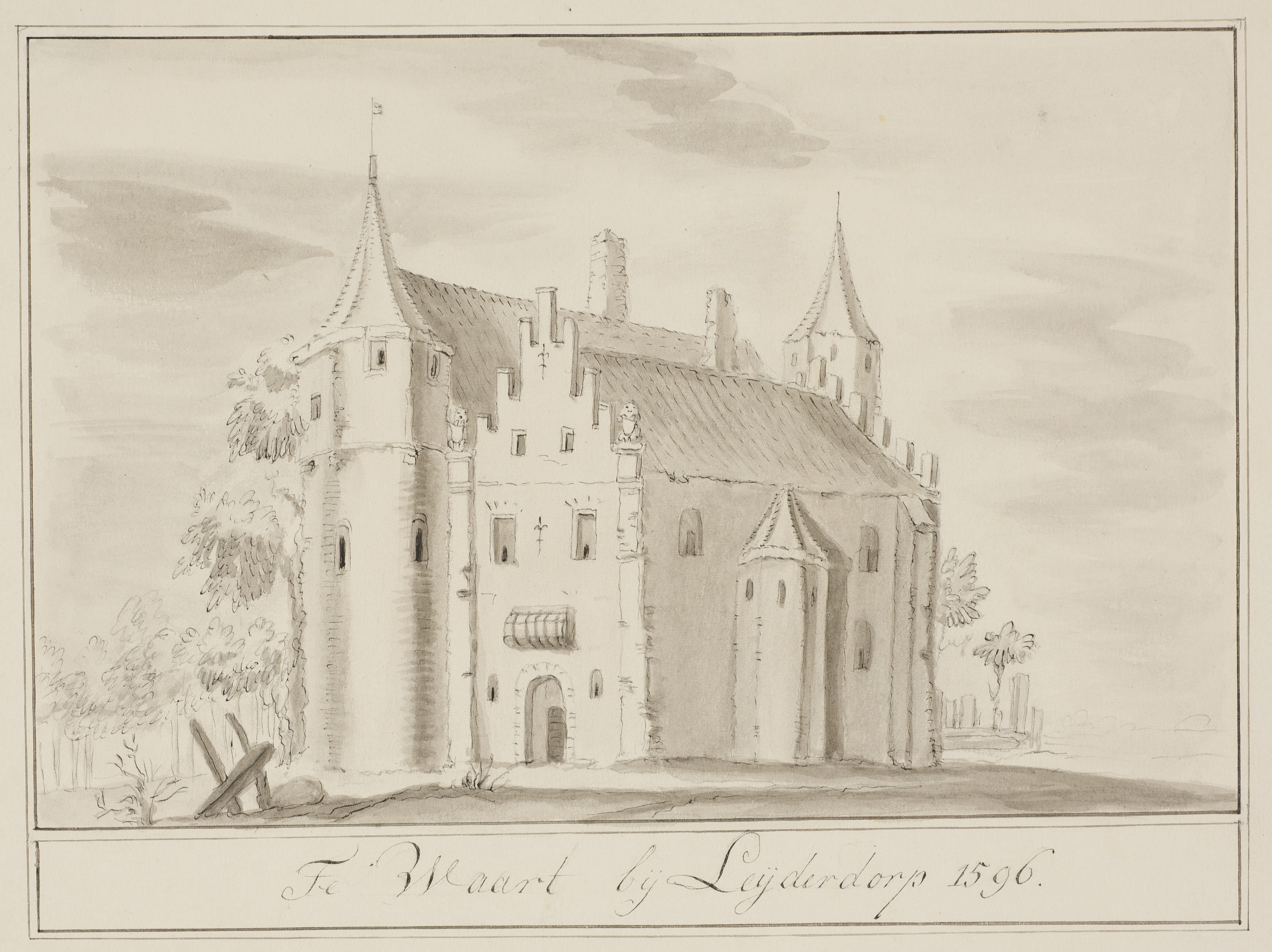
17e-eeuwse fantasie-afbeelding van het Huis ter Waard

Het Huis ter Waard of Huis te(n) Waarde was een kasteel in de Nederlandse stad Leiden, provincie Zuid-Holland.
Het kasteel lag in de middeleeuwen in de Waard, ten oosten van de burcht van Leiden en nog in het ambacht Leiderdorp. Deze Waard was de woonplaats van de familie Uten Waerde, die het gebied in leen hield van de graaf van Holland. Dit leen werd onder andere in 1281 vermeld.
In 1294 werd ridder Daniel uten Waerde als leenman genoemd in een handvest van graaf Floris V. In dit handvest werd een deel van de Waard uit het leenverband gehaald ten behoeve van de stadsuitbreiding van Leiden. Het kasteel stond in het resterende deel van de Waard en bleef ook nu buiten de stadsmuren staan.
In 1355 zou de Hollandse graaf het kasteel hebben gekocht.
Tijdens de Hoekse en Kabeljauwse twisten in 1420 werd het kasteel belegerd en verwoest door Jan van Beieren. Het baksteenpuin werd in 1426 hergebruikt ten behoeve van de Witte Poort.
De exacte locatie van het kasteel is onbekend.
Abbenbroek · Abspoel · Adegeest · Slot Alkemade ·  Altena · Arkelsburg · Bellesteyn · Huis ten Berghe · Binckhorst · Binnenhof · Blijdestein · Te Blotinghe · Boekenburg · Boekhorst · Boshuysen · Bulgersteyn · Burcht (Leiden) · Burcht (Voorne) · Slot Capelle · Coebel · Cranenburg · Crayestein · Cronesteyn · Crooswijk · Develstein · 't Huys Dever · Dirks Steenhuis · Ter Does · Duivenstein · Duivenvoorde · Endegeest · Endepoel · Foreest · Giessenburg · Gravensteen · Groot Haesebroek · 's Heeraartsberg · Hof van Wateringen · Holy · Slot Honingen · Kasteel van de Heren van Arkel · Kasteel van Gouda · Keenenburg · Kasteel Keukenhof · Klein Poelgeest · Huis te Langerak · Langestein · Huis te Liesveld · Ter Lips · De Loo · Madeburcht · Marenburch · Meerburg · Huis te Merwede · Huis ter Mey · Kasteel van der Meye · Niemandsvriend · Noordeloos · Oud-Berendrecht · Oud-Poelgeest · Oud Teylingen · Paddenpoel · Persijn · Groot Poelgeest · Hof van Putten · Puttensteyn · Landgoed De Raephorst · Kasteel Ravesteyn · Kasteel van Rhoon · Rijnegom · Rijnenburg · Huis te Riviere · Rodenburg · Hofstad Rodenrijs · Rodenrijs · Rosenburgh · Huis Roucoop · Santhorst · Schelluinderberg · Schonenburg · Kasteel van Schoonhoven · Souburgh · Spangen · Starrenburg · Huis ter Specke · Steenvoorde · Stenevelt · Slot Teylingen · Den Toll · Torenvliet · Slot Valckesteyn · Huis ter Waard · Warmont · Ter Weer · Hof van Wena · Kasteel Westerbeek · Huis te Woude · Kasteel van IJsselmonde · 't Zand · Huis Zevender · Kasteel aan de Zevender · Zijlhof · Zonneveld · Huis Zuidwijk · Zwieten